# Хиацинт (минерал)
Хиацинт е жълто-червена до червено-кафява разновидност на циркона, използван като скъпоценен камък.
В Откровение 21:20 един от основните камъни на Новия Йерусалим е хиацинт. В Откровение 9:17 думата се появява във форма на прилагателно („хиацинтови“), което се смята за описателно за син или лилав цвят, без препратка към съвременния камък хиацинт.